# رودستر

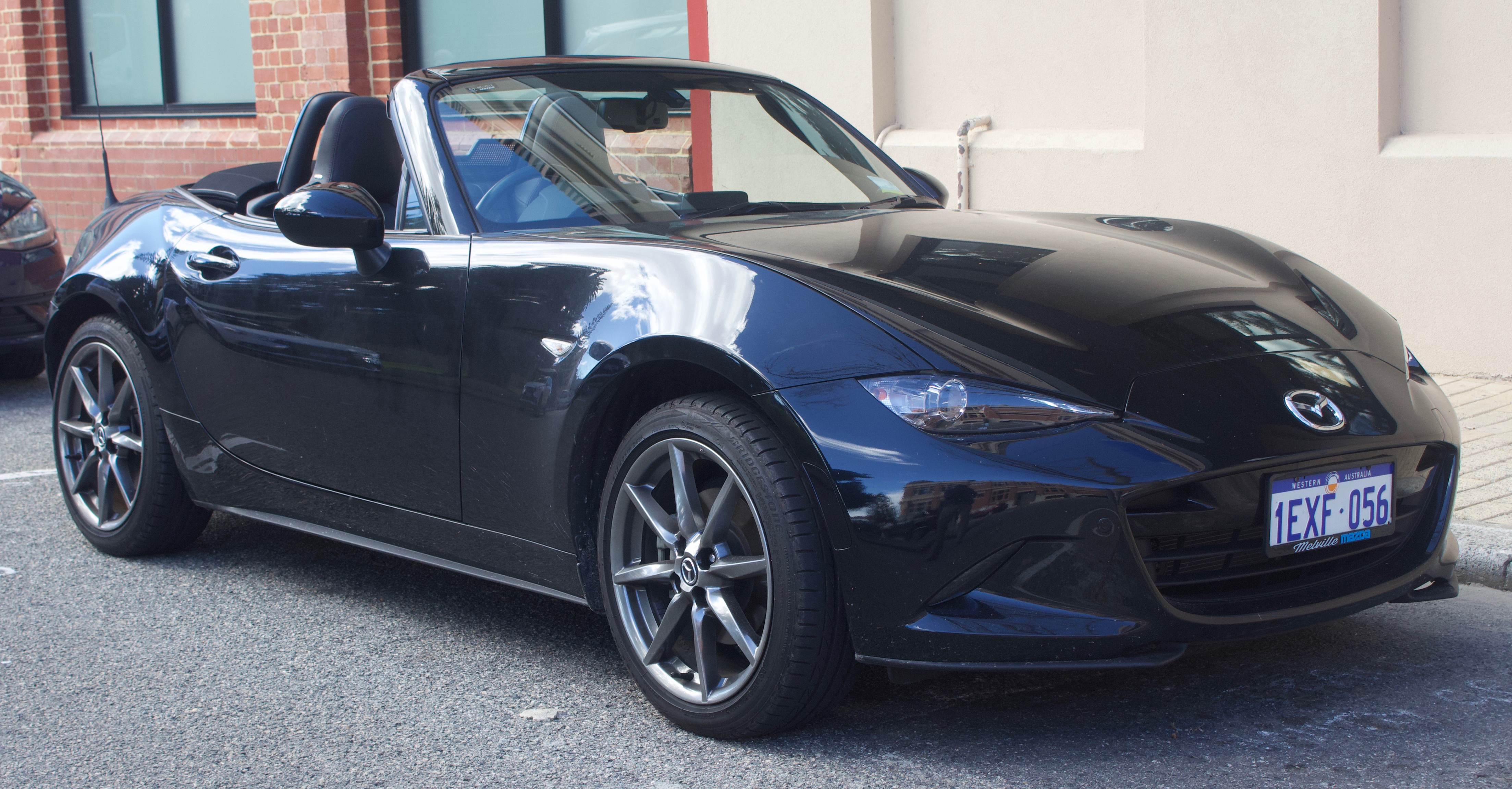
مزدا ام‌ایکس-۵ مدل ۲۰۱۶

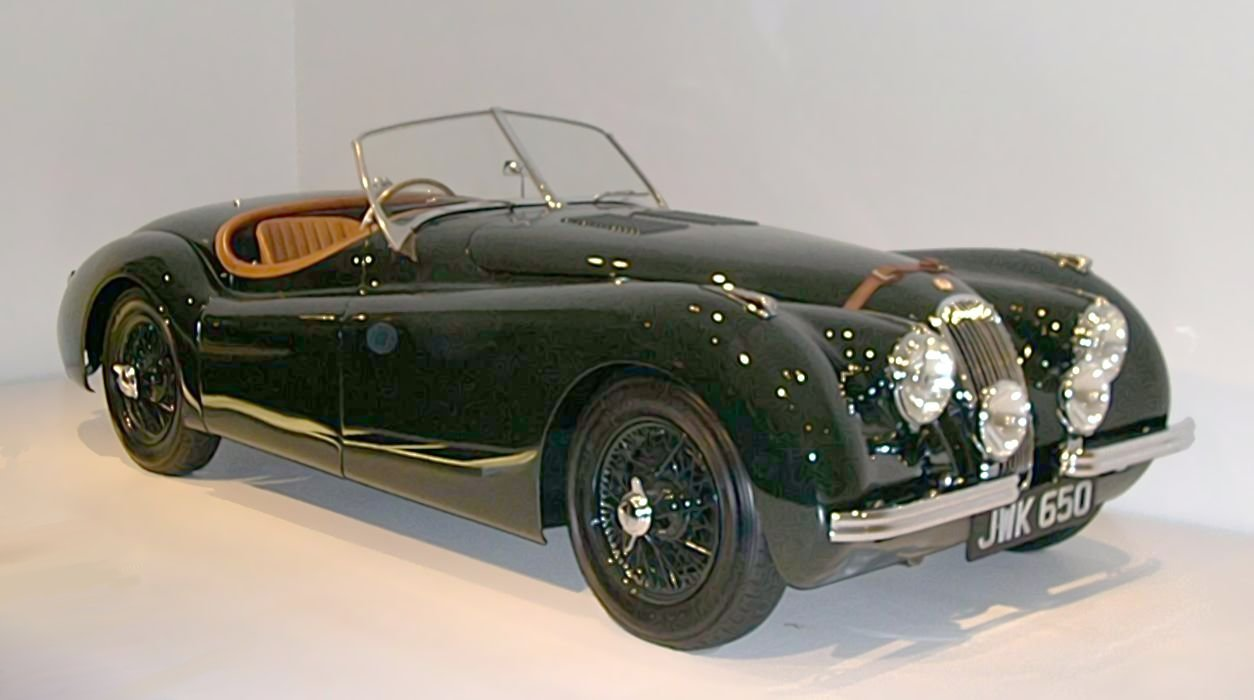
جاگوار ایکس‌کی۱۲۰ رودستر مدل ۱۹۵۰

رودستر (به انگلیسی: Roadster) یا اسپایدر (به انگلیسی: Spyder) گونه‌ای خودروی دو دره است که سقف و پنجرهٔ اطراف ندارد. امروزه برخی رودسترها دارای پنجره و سقف جمع‌شدنی قابل انعطاف هستند. با این حال آن‌ها نیز اسپایدر یا رودستر تلقی می‌شوند. رودسترهایی که دارای سقف جمع شدنی سخت هستند کوپه رودستر نامیده می‌گردند.

## تاریخچه
عموماً بدنه‌های رودستر در رنج وسیعی موجودند و از مدل Ford Model T تا Cadillac V-16 گسترده شده‌اند. این مدل‌ها اگرچه اغلب گرانتر از بقیه مدل‌های روباز هستند، در بین کلکسیونرها از معروفیت بیشتری برخوردارند.